# Biographisches Handbuch zur Geschichte des Landes Oldenburg
Le Biographisches Handbuch zur Geschichte des Landes Oldenburg (BHGLO) est un ouvrage de référence avec des biographies d'une partie importante de « l'élite régionale » de l'État d'Oldenbourg. Il comprend 779 courtes biographies de personnalités importantes ou mémorables de l'histoire d'Oldenbourg du début du Moyen Âge dans la région de l'ancien grand-duché d'Oldenbourg, du duché d'Oldenbourg et de la partie actuelle du pays ainsi que des principautés de Lübeck et Birkenfeld et la ville de Wilhelmshaven. Les articles individuels, auxquels un portrait est ajouté dans la mesure du possible, sont chacun suivis de références littéraires primaires et secondaires.
L'ouvrage est publié en 1992 par Hans Friedl au nom de la Région d'Oldenbourg (de) et est publié par l'Oldenburger Verlag Isensee  (ISBN 3-89442-135-5).